# Irpinia - Colline dell'Ufita
Irpinia - Colline dell'Ufita è un olio extravergine d'oliva campano a Denominazione d'Origine Protetta. L'area di produzione è in Irpinia e si estende sul territorio di 38 comuni nel settore Nord della provincia di Avellino. Le caratteristiche aromatiche e gustative del prodotto sono da ricondurre alla principale varietà di olive che si utilizza come materia prima, la Ravece, cultivar di origine incerta ma diffusa prevalentemente nella valle dell'Ufita.
Secondo il disciplinare, la raccolta delle olive deve essere effettuata a mano oppure con l'impiego di macchine, mediante l'uso di reti o altri sistemi di captazione, mentre è vietata la raccolta delle olive cadute naturalmente sul terreno e quella su reti permanenti. L'imbottigliamento può avvenire solo nella zona di produzione per garantire controllo e tracciabilità.
La dicitura Irpinia - Colline dell'Ufita può essere accordata solo all'olio di oliva di tipo extravergine ottenuto dalle olive delle seguenti varietà nelle percentuali indicate: 
- "Ravece", in misura non inferiore al 60%;
- "Ogliarola", "Marinese", "Olivella", "Ruveia", "Vigna della Corte" da sole o congiuntamente in misura non superiore al 40%;
- "Leccino" e "Frantoio" in misura non superiore al 10%.

## Caratteristiche
Il prodotto deve presentare le seguenti caratteristiche organolettiche:
| Descrittore       | Mediana |
| Difetti           | 0       |
| Fruttato di oliva | 3-6     |
| Amaro             | 2-6     |
| Piccante          | 2-6     |
| Pomodoro          | 2-5     |

Le caratteristiche chimico-fisiche, invece, sono le seguenti: 
- acidità %: inferiore o uguale a 0,5;
- indice di perossidi meq O /kg: inferiore o uguale a 2
- spettrometria UV K232: inferiore o uguale a 2,2;
- spettrometria UV K270: inferiore o uguale a 0,2;
- spettrometria Delta K: inferiore o uguale a 0,01;
- polifenoli totali: superiore o uguale a 100 p.p.m.

## Zona di produzione
L'area geografica di produzione dell'olio Irpinia – Colline dell'Ufita è riferita a 38 comuni irpini di seguito elencati:
- Ariano Irpino
- Bonito
- Carife
- Casalbore
- Castel Baronia
- Castelfranci
- Flumeri
- Fontanarosa
- Frigento
- Gesualdo
- Greci
- Grottaminarda
- Lapio
- Luogosano
- Melito Irpino
- Mirabella Eclano
- Montaguto
- Montecalvo Irpino
- Montefusco
- Montemiletto
- Paternopoli

- Pietradefusi
- San Nicola Baronia
- San Sossio Baronia
- Sant'Angelo all'Esca
- Savignano Irpino
- Scampitella
- Sturno
- Taurasi
- Torella dei Lombardi
- Torre Le Nocelle
- Trevico
- Vallata
- Vallesaccarda
- Venticano
- Villamaina
- Villanova del Battista
- Zungoli

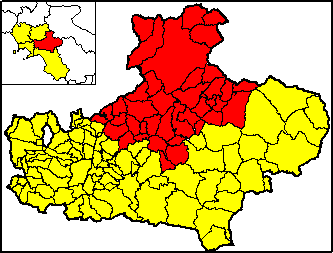
Area di produzione nella provincia di Avellino

La superficie degli oliveti si aggira intorno ai 3.500 ha, con oltre 9000 aziende coinvolte. La produzione annua media si attesta intorno ai 25.000 q, i due terzi circa della produzione provinciale.
L'istruttoria della Commissione europea per la concessione della protezione si è conclusa con la pubblicazione del disciplinare di produzione sul GUCE del 14 luglio 2009. Il 10 marzo 2010 la Commissione ha registrato la denominazione d'origine protetta.